# حديقة سومقاييت للتكنولوجيا
حديقة سومقاييت للتكنولوجيا (بالأذرية: Sumqayıt Texnologiyalar Parkı) هي حديقة للتكنولوجيا في مدينة سومقاييت.

## تاريخ الحديقة
أنشئت حديقة سومقاييت للتكنولوجيا في عام 2009. هي الحديقة الأولى في أذربيجان وجنوب القوقاز عاما.
تقع في مستوطنة سومقاييت اسمه حاجي زين العبدين تاجييف من الشمال مدينة سومقاييت.
تبلغ مساحته 250 هكتار. شارك أكثر من 2000 شخص في إنتاج وبناء المؤسسة ومن المتوقع أن يتم توظيف 10000 شخص بعد تكليف جميع المواقع المخطط لها.
يحتوي حديقة سومقاييت للتكنولوجيا من المعدات الكهربائية، الكابلات، المنتجات المبلمر، إنتاج الصلب، التي تنتج هناك.
شارك الرئيس جمهورية أذربايجاني إلهام علييف حفل افتتاح حديقة سومقاييت للتكنولوجيا في 22 ديسمبر 2009.

## صالة عرض

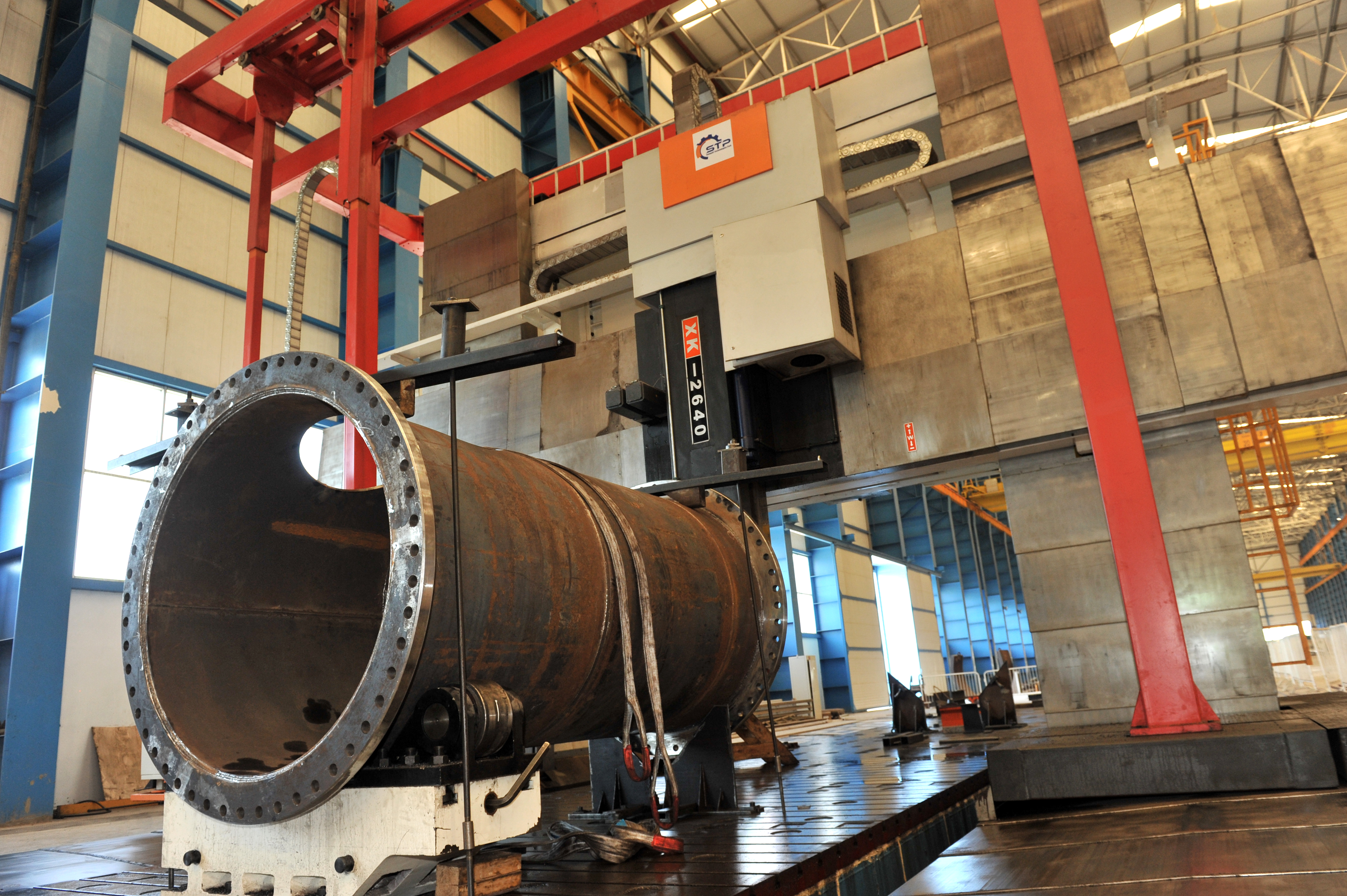
عملية اللحام والتركيب
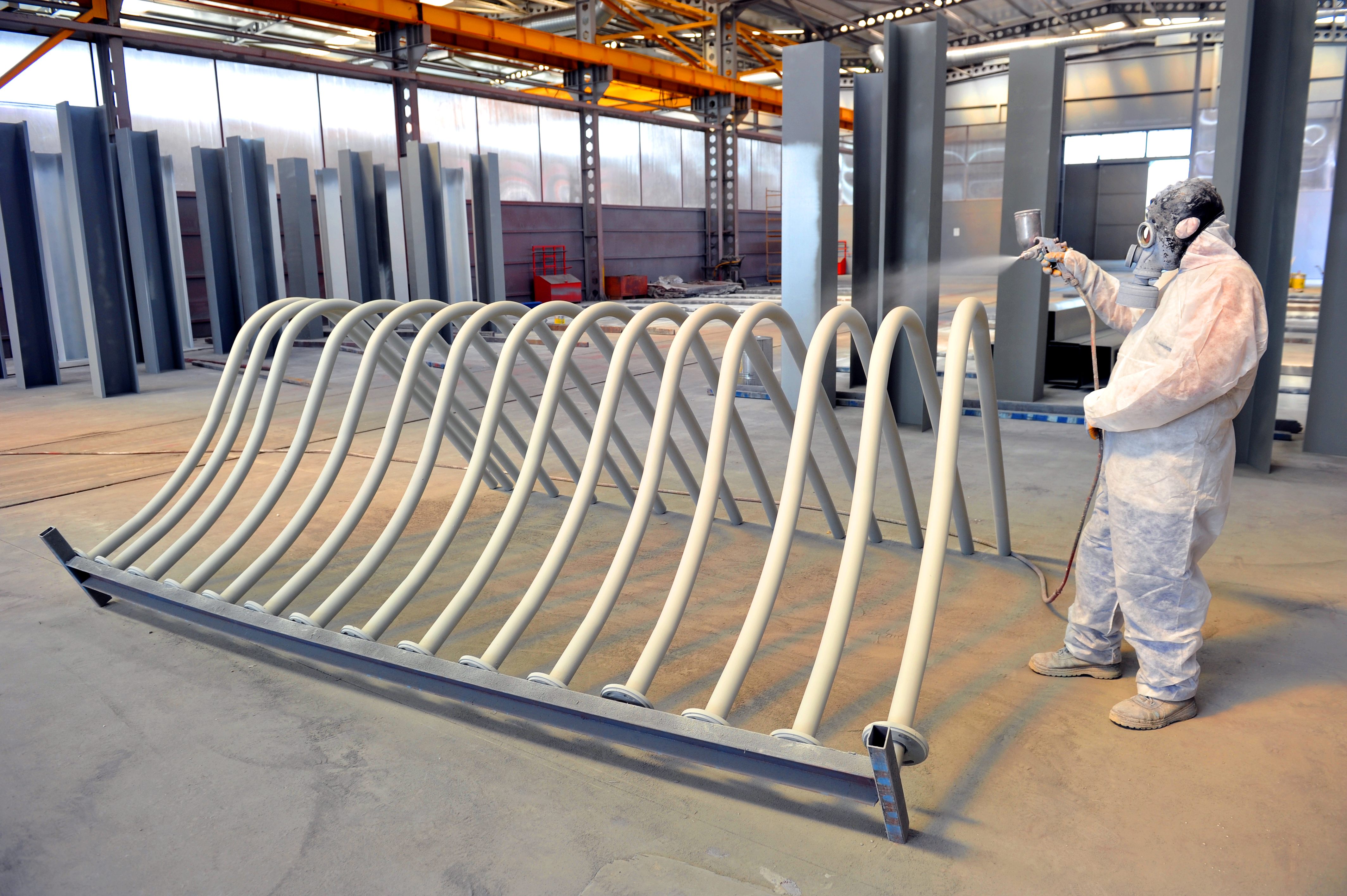
عملية الطلاء
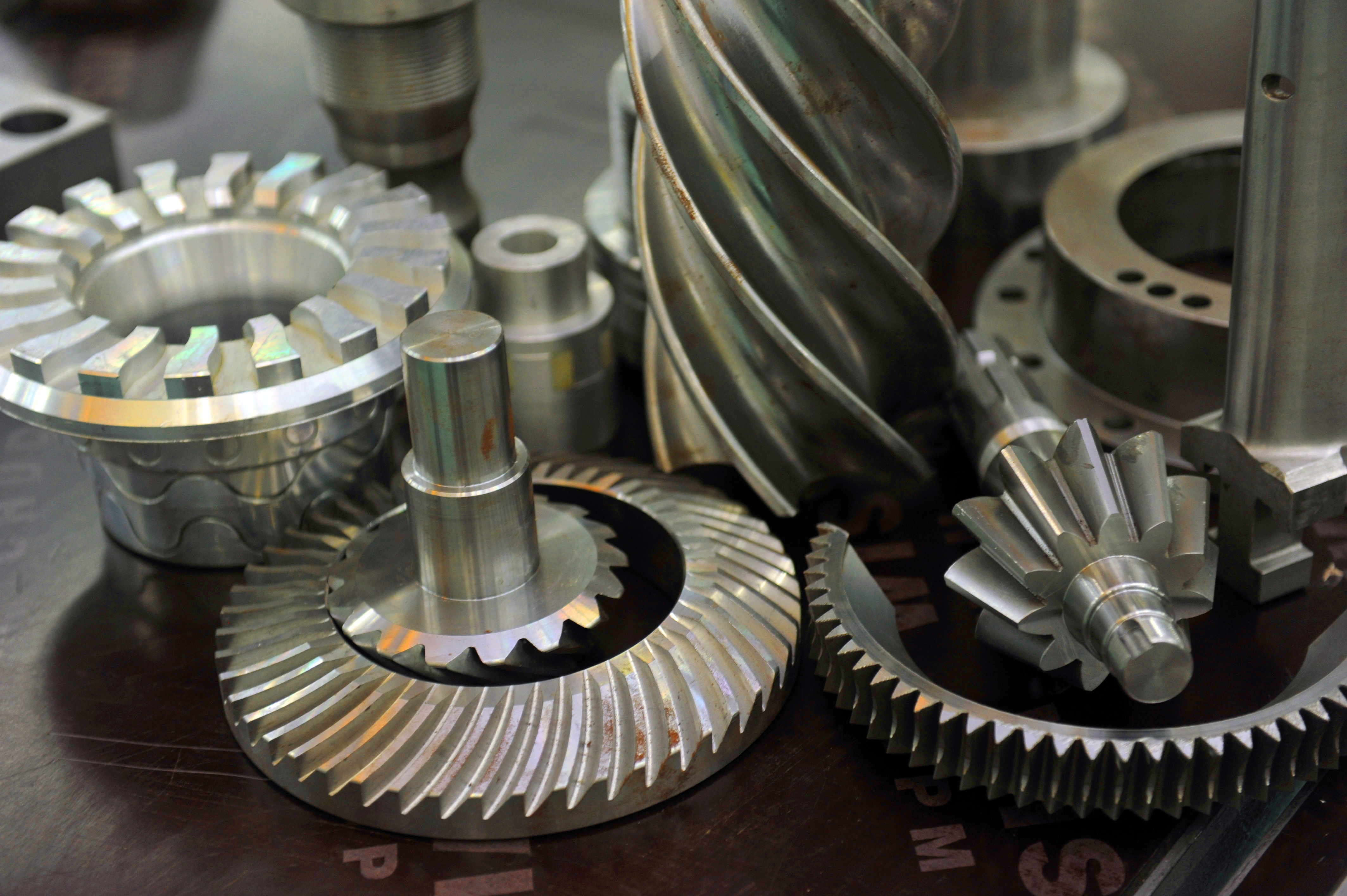
منتجات ميكانيكا دقيقة
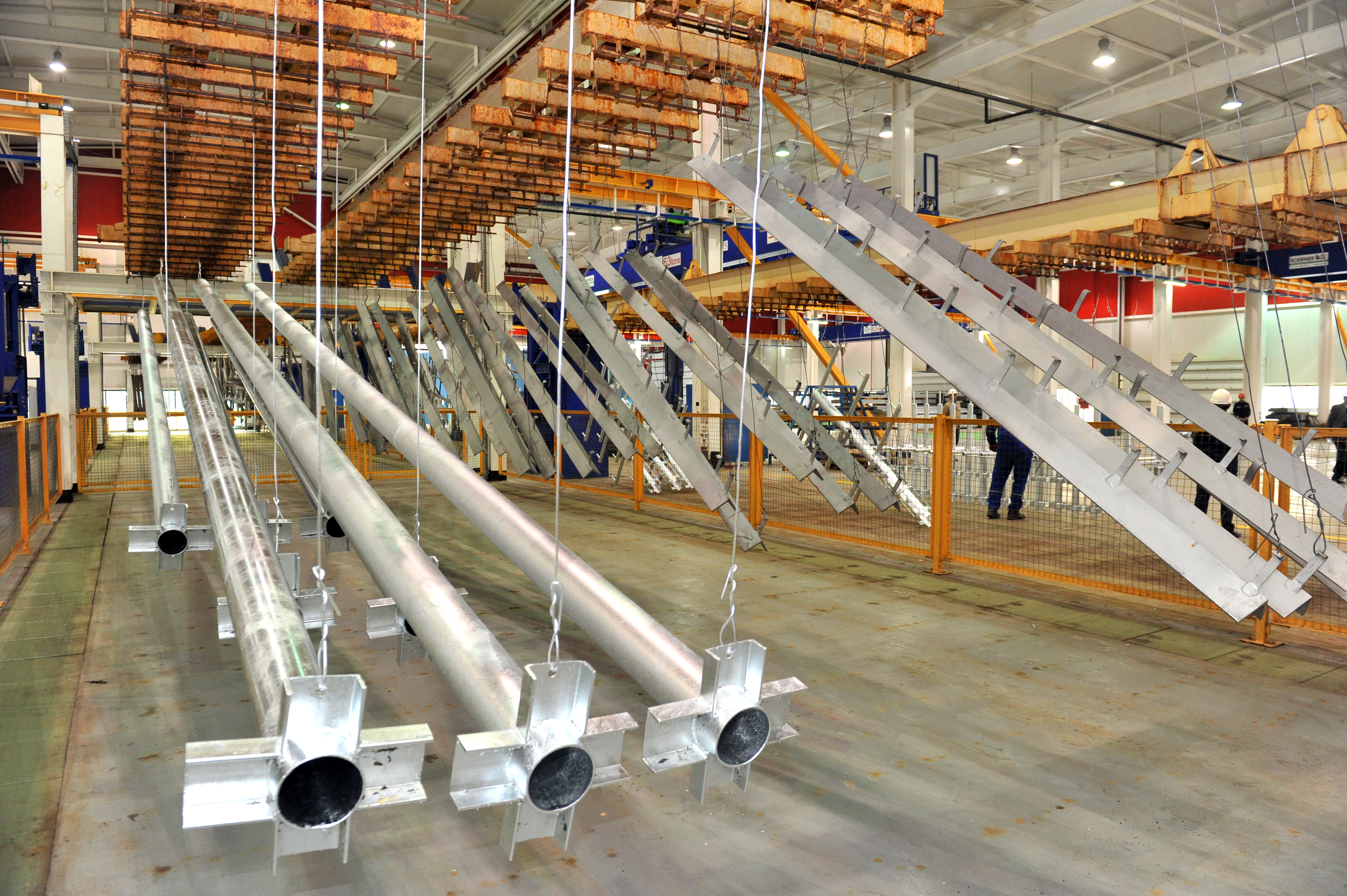
تراجع الساخنة الجلفنة

## روابط خارجية
الموقع الرسمي